# Vidrijan
Vidrijan je prigradsko naselje u Puli koje administrativno pripada mjesnom odboru Šijana.
Vidrijan sa sjevera ograničuje Galižana (Grad Vodnjan), s istoka Vernal, s juga Valica-Ilirija, a sa zapada Veli Vrh.
Na Vidrijanu se nalazi kamenolom i arheološko nalazište, koje su sredinom 19. stoljeća otkrili austrijski arheolozi na brdu Valmarin. Bio je to ogroman tumul okružen prstenom megalita. Većina nalazišta je uklonjeno radi izgradnje utvrde Valmarin, jedne od najvećih pulskih utvrda, koja je trebala služiti u obrani ratne luke. Tumul (tolos) sličan onome na Valmarinu otkriven je u središnjoj Istri kod Maklavuna.